# Jack Swann
John William „Jack“ Swann (* 3. April 1882 in Broughton, City of Salford; † 11. Februar 1938 in Manchester) war ein englischer Amateur-Sportler. Er trat als Fußball-, Tischtennis- und Wasserballspieler in Erscheinung.

## Fußballkarriere
Swann, der beruflich als Fakturist tätig war, spielte als Torhüter überwiegend für den im Großraum Manchester beheimateten Amateurklub Northern Nomads. Im Mai 1910 nahm er mit der Mannschaft an einem internationalen Turnier in Belgien teil, das anlässlich der dort stattfindenden Weltausstellung ausgetragen wurde. Mit Siegen über den Daring Club de Bruxelles, die HVV Den Haag und Union Saint-Gilloise gewann man das acht Mannschaften umfassende Turnier.
Gelegentlich spielte Swann, der als Amateursportler gleichzeitig für mehrere Vereine spielen durfte, auch für das Reserveteam von Manchester City, erstmals im März 1904. Im September 1909 bestritt er mit den Nomads ein Freundschaftsspiel gegen Manchester City (Endstand 1:2), wobei er der herausragende Spieler seiner Mannschaft gewesen sein soll. Nach einem kurzfristigen verletzungsbedingten Ausfall von Manchester Citys Stammtorhüter Jack Lyall vertrat er diesen im Oktober 1909 in einem Spiel der Football League Second Division bei Stockport County. Die Presse lobte seine Leistung bei dem 2:1-Sieg, so vermerkte die Athletic News: „City konnte sich nur bei Swann bedanken, dass man zur Halbzeit nicht weiter hinten lag“ und attestierte ihm, dass er sein Tor „sehr sicher“ hütete. Auch in der folgenden Saison war er als Backup von Manchester City bei der Football League registriert, kam aber zu keinen weiteren Pflichtspieleinsätzen für die erste Mannschaft, für Citys Reserveteam trat er letztmals in der Saison 1911/12 in Erscheinung.
Die Spielzeit 1912/13 war er für Eccles Borough in der Lancashire Combination als Stammtorhüter aktiv und absolvierte im Saisonverlauf 30 Ligaeinsätze, als der Gewinn der Meisterschaft vor Accrington Stanley gelang. Auch für die Northern Nomads war er weiterhin regelmäßig im Einsatz, anlässlich eines Spiels gegen das Profiteam Port Vale in der zweiten Qualifikationsrunde des FA Cups 1913/14 (Endstand 0:5) wurde er presseseitig als „Torhüter von beachtlichem Ansehen“ vorgestellt. Im Mai 1915 unterlag er im Finale um den Altrincham Cup mit dem Team mit 0:4 gegen Northwich Victoria.
Im April 1915 war Swann erstmals für den AFC Rochdale aktiv, und bestritt für den Klub bis Saisonende sechs Partien in der Central Football League, nach der Einstellung des regulären Spielbetriebs im Sommer 1915 aufgrund des Ersten Weltkriegs, bestritt er bis Dezember zwei weitere Partien in der als Ersatzwettbewerb organisierten Lancashire Section der Football League. Ab dem Frühjahr 1916 spielte er wiederholt für Manchester United in den Ersatzwettbewerben, parallel zu seinen Einsätzen für United stand Swann ab Herbst 1916 auch mehrfach für den FC Liverpool im Tor, darunter bei einem Sieg vor 23.000 Zuschauern gegen den Lokalrivalen FC Everton. Eine Knöchelverletzung Anfang 1917 setzte dem aber ein Ende. Swann war noch bis April 1922 bei Manchester United als Spieler registriert, zu einem weiteren Einsatz kam er nach seiner Verletzung aber nicht mehr.

## Wasserball
Swann war auch im Wasserball als Torhüter aktiv. In dieser Sportart trat er spätestens ab 1902 zunächst für den Salford Swimming Club in Erscheinung, ab 1910 hütete er für Hyde Seal das Tor. Bereits 1906 nahm er als Spieler von Salford an einem Auswahlspiel der Lancashire County Water Polo and Swimming Association teil, 1909 spielte er für eine Auswahl von Manchester and District gegen North-East Lancashire. Von 1911 bis 1913 gewann Swann mit Hyde Seal drei Mal in Folge die englische Wasserballmeisterschaft. 1911 schlug das Team Wigan mit 7:6, 1912 Horsey mit 8:2 und 1913 erneut Wigan mit 4:1. In einem Spielbericht vom Finalsieg 1913 wird ihm attestiert „die Gabe gehabt zu haben, jedes Mal dort zu sein, wo er gebraucht wurde“ und „Swann war intelligent im Tor, seine Paraden in der ersten Hälfte waren schnell und präzise. In der zweiten Hälfte war er so gut wie beschäftigungslos.“

## Tischtennis
Als Anfang der 1920er Jahre Tischtennis auf den britischen Inseln populärer wurde, übte Swann auch diese Sportart erfolgreich aus und übernahm dort in der Folge auch Funktionärsaufgaben.
Im März 1923 gehörte er auf Seiten Englands im ersten Länderkampf gegen Wales zum Aufgebot und trug mit einem Ergebnis von 7:1 zum 52:12-Erfolg bei. Im Frühjahr 1928 spielte er mit einer Auswahl von Manchester gegen eine ungarische Tourneemannschaft (Zoltán Mechlovits, László Bellák, Dániel Pécsi und Sándor Glancz), die die Weltmeisterschaften 1926 in London und 1928 in Stockholm dominiert hatte. Unter großem Jubel gelang es dabei Swann, der den Adelphi Table Tennis Club repräsentierte, im letzten Spiel gegen Glancz den einzigen Erfolg der lokalen Auswahl zu erringen.
Bei der Gründung der Manchester League im Jahr 1927 wurde er in das Ligakomitee berufen und er gehörte als Vertreter Manchesters bis zu seinem Tod dem Exekutivkomitee der English Table Tennis Association an. Beim Landesverband war er bis 1937 auch Teil des Auswahlkomitees, das die Spieler für Ländervergleiche nominierte.